# Norbert Kersting
Norbert Kersting (* 17. März 1961 in Brilon-Alme) ist ein deutscher Politikwissenschaftler und Professor für Vergleichende Politikwissenschaft mit dem Schwerpunkt Kommunal- und Regionalpolitik am Institut für Politikwissenschaft der Westfälischen Wilhelms-Universität Münster.

## Leben
Norbert Kersting studierte an den Universitäten Marburg und Madrid. 1995 wurde er in Marburg mit einer Arbeit über Politische Beteiligung in Marginalsiedlungen in Zimbabwe promoviert. Er war von 1995 bis 2004 am Institut für Politikwissenschaft in Marburg verantwortlich für Quantitative und Qualitative politikwissenschaftliche Methoden. Dort habilitierte er sich 2005 zur deutschen und europäischen kommunalen Politik- und Verwaltungsreform. 2004 besetzte er die Professur für Vergleichende Politikwissenschaft an der Universität Koblenz-Landau und 2004–2006 die Professur für das Politische System der Bundesrepublik Deutschland an der Universität Kassel. Norbert Kersting war 2006 bis 2010 Inhaber des DAAD-Chair für Democratic Transformation and Regional Integration am Department of Political Science der University of Stellenbosch in Südafrika. Seit 2011 ist Kersting Professor für Vergleichende Politikwissenschaft und Kommunal- und Regionalpolitik am Institut für Politikwissenschaft der Universität Münster.

## Wirken
1994 bis 1996 arbeitete Kersting in der Leitung eines internationalen Forschungsprojektes zu „Poverty and Democracy. Political participation and selfhelp“ mit Forschungsaufenthalten und repräsentativen Umfragen in Chile, Brasilien, der Elfenbeinküste und in Kenia. Er ist Mitbegründer und seit 2009 Vorsitzender der internationalen Arbeitsgruppe DDD (Direct and Deliberative Democracy), welche unter dem Dach der ECPR Sektion Democratic Innovation organisiert ist. Kersting initiiert in diesem Rahmen den Direct Democracy Integrity-Index, der die Integrität von Referenden (zum Beispiel Türkei 2017, Russland 2020, Italien 2020) misst. Norbert Kersting war von 2000 bis 2006 general secretary des Research Committees 5 „Comparative Studies on Local Government and Politics“ des „Internationalen Politologenverbandes IPSA“ und ist weiterhin im Vorstand des RCs. Von 2015 bis 2021 war Norbert Kersting Sprecher der Themengruppe „Internet und Politik“ des deutschen Politologenverbandes DVPW. Des Weiteren war er Präsident des Research Committees 10 des Internationalen Politologenverbandes IPSA zu „Electronic Democracy“. Zudem ist er seit 2016 Vorsitzender des Research Committees 5 „Comparative Studies on Local Government and Politics“. Er ist im wissenschaftlichen Beirat der Schriftenreihe „Recht und Verfassung in Afrika“ beim Nomos Verlag. Zudem leitet er das Kompetenzzentrum für Urbane, Regionale Innovation und Internet (URii). Er ist gemeinsam mit Karen Mossberger Mitherausgeber der englischsprachigen Schriftenreihe „Studies in Digital Politics and Governance“ (Springer/Nature) und der deutschsprachigen Reihe „Politik in der Digitalen Gesellschaft“ (Transcript Verlag). Kerstings international vergleichende Forschung konzentriert sich auf demokratische und administrative Innovation (Online und Offline).

## Bücher (Auswahl)
- 1994: Demokratie und Armut. Politische Partizipation und urbaner Lebensstil in Zimbabwe, Münster: Lit–Verlag
- 1996: Urbane Armut. Überlebensstrategien in der „Dritten Welt“. Saarbrücken: Verlag für Entwicklungspolitik
- 2000: Armut und Demokratie – Politische Partizipation und Interessenorganisierung der städtischen Armen in Afrika und Lateinamerika. Frankfurt: Campus (gemeinsame Herausgeberschaft mit Dirk Berg-Schlosser)
- 2000: Politische Steuerung und Reform der Landesverwaltung. Baden-Baden: Nomos (gemeinsame Herausgeberschaft mit Leo Kißler und Hans Jürgen Lange)
- 2002: Ehre oder Amt? Qualifizierung bürgerschaftlichen Engagements im Kulturbereich. Opladen: Leske und Budrich (gemeinsame Herausgeberschaft  mit Cerstin Gerecht, Karin Brahms, Kerstin Weinbach) (mit Beiträgen von Robert Putnam, Amitai Etzioni u. a.)
- 2003: Reforming local government in Europe. Closing the gap between democracy and efficiency. Opladen: Leske und Budrich (gemeinsame Herausgeberschaft mit Angelika Vetter)
- 2003: Poverty and democracy. Political Participation and Self-Help in Third World Cities. London: ZED Press. (gemeinsame Herausgeberschaft mit Dirk Berg-Schlosser)
- 2004: Die Zukunft der lokalen Demokratie. Modernisierungs- und Reformmodelle. Frankfurt: Campus.
- 2004: Electronic Voting and Democracy. A comparative analysis. London: Palgrave (gemeinsame Herausgeberschaft mit Harald Baldersheim).
- 2005: Democratization and political culture in comparative perspective. Wiesbaden: Verlag für Sozialwissenschaften (gemeinsame Herausgeberschaft mit Lasse Cronqvist) (mit Beiträgen von Arend Lijphart, Juan Linz, Charles Ragin, Peter Merkl u. a.)
- 2008: Politische Beteiligung. Einführung in dialogorientierte Instrumente politischer und gesellschaftlicher Partizipation. Wiesbaden: Verlag für Sozialwissenschaften  (Herausgeber) Lehrbuch mit Beiträgen von Philippe Schmitter, James Fishkin, Harrison Owen u. a.
- 2009: mit Janice Caulfield, Andrew Nickson, Dele Olowu, Hellmut Wollmann: Local governance reform in global perspective. Wiesbaden: VS Verlag. Reihe: Urban and Regional Research International (URI).
- 2009: New nationalism and xenophobia in Africa. In: Africa Spectrum 1 (2009) (Gasteditor des Sonderbandes)
- 2010: Constitution in transition. Academic input for a new constitution in Zimbabwe. Harare: GTZ
- 2012: Electronic democracy. Toronto: BB publisher. International Political Science IPSA series: The world of political science. (ed.)
- 2012: Vom Musterwähler zum Wutbürger. Münster: Aschendorf
- 2017: Urbane Innovation. Wiesbaden: Springer Fachmedien.
- 2018: mit Nicos Hlepas, Sabine Kuhlmann, Pawel Swianiewicz, Filipe Teles: Decentralization beyond the municipal tier. in: Nicos Hlepas, Norbert Kersting, Sabine Kuhlmann, Pawel Swianiewicz, Filipe Teles (2018) Sub-municipal Governance in Europe. Decentralization beyond the municipal tier. London: Palgrave.
- 2018: Energiewende. Politikwissenschaftliche Perspektiven. Wiesbaden: Springer VS (gemeinsame Herausgeberschaft mit Jörg Radtke).
- 2019: Politik in der digitalen Gesellschaft. Bielefeld: Transcript Verlag (gemeinsame Herausgeberschaft mit Jeanette Hofmann, Claudia Ritzi und Wolf J. Schünemann).